# Barizey
Barizey [baʁizɛ] ist eine französische Gemeinde mit 139 Einwohnern (Stand: 1. Januar 2022) im Département Saône-et-Loire in der Region Bourgogne-Franche-Comté. Sie gehört zum Arrondissement Chalon-sur-Saône und zum Kanton Givry. Die Einwohner werden Barizéens und Barizéennes genannt.

## Geographie
Barizey liegt etwa 18 Kilometer westlich von Chalon-sur-Saône. Nachbargemeinden von Barizey sind Saint-Mard-de-Vaux im Norden, Saint-Jean-de-Vaux im Nordosten, Saint-Denis-de-Vaux im Osten, Jambles im Süden sowie Châtel-Moron im Westen.

## Bevölkerungsentwicklung
| Jahr                       | 1962 | 1968 | 1975 | 1982 | 1990 | 1999 | 2006 | 2013 | 2020 |
| Einwohner                  | 162  | 158  | 127  | 115  | 139  | 128  | 130  | 130  | 140  |
| Quellen: Cassini und INSEE |      |      |      |      |      |      |      |      |      |

## Sehenswürdigkeiten
- Kirche Saint-Jean-l’Évangeliste aus dem 18. Jahrhundert, seit 1976 als Monument historique klassifiziert[1]
- Ehemaliges Pfarrhaus aus dem 18. Jahrhundert, heute als Sitzungssaal genutzt, Fassaden und Dächer sind seit 1976 als Monument historique eingeschrieben[2]
- Schloss Besson im Weiler Theurey

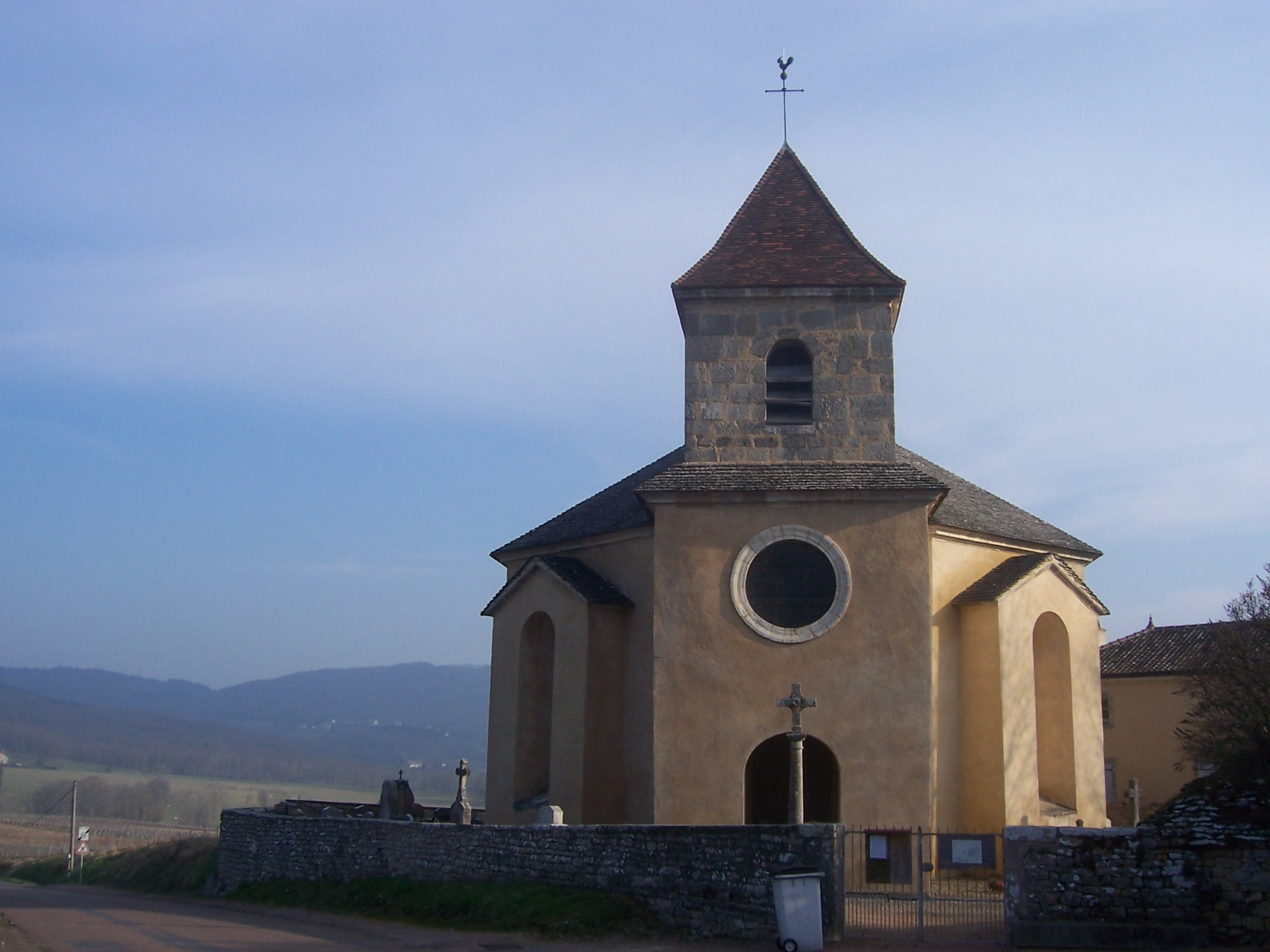
Kirche Saint-Jean-l’Évangeliste
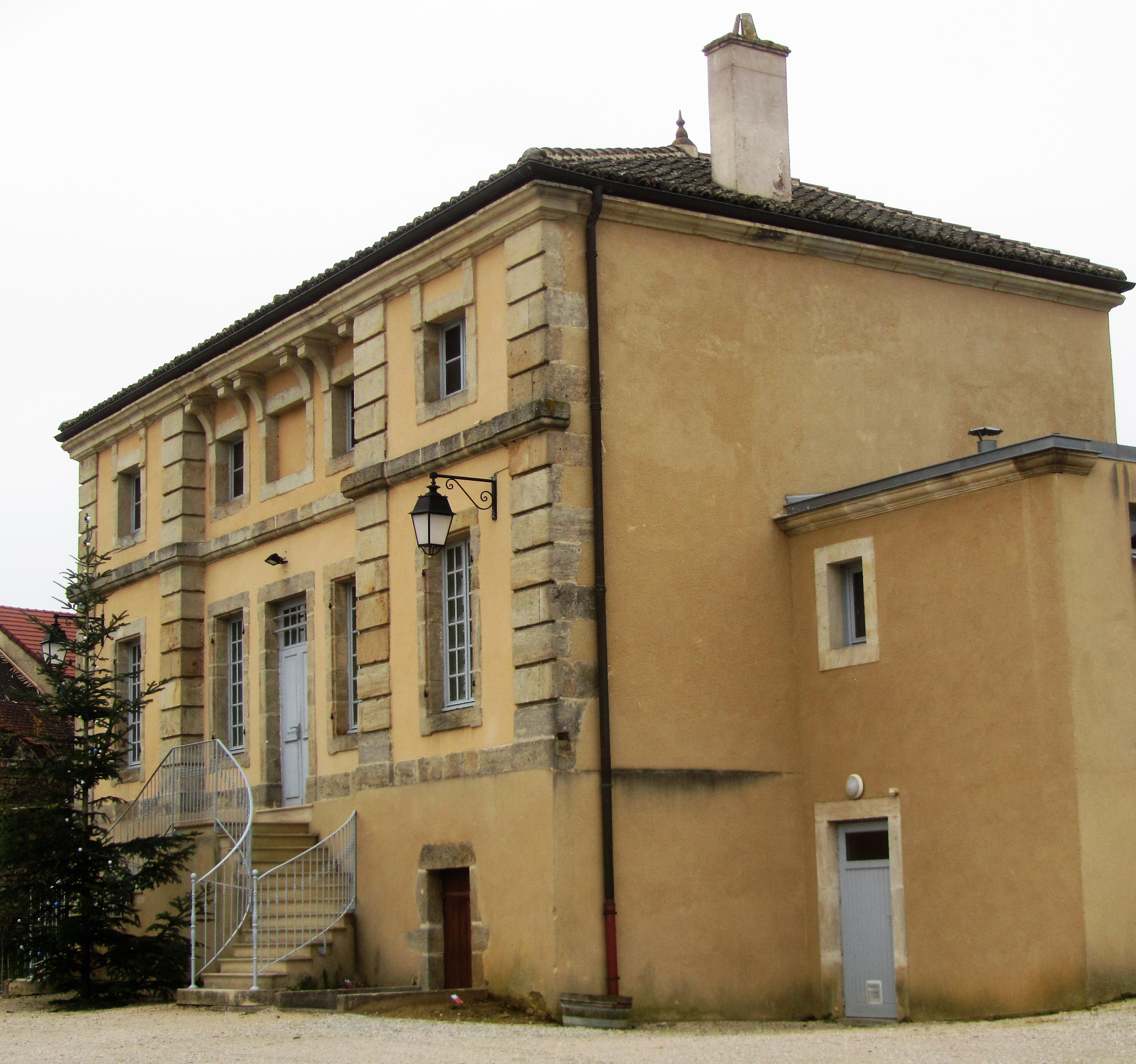
Ehemaliges Pfarrhaus
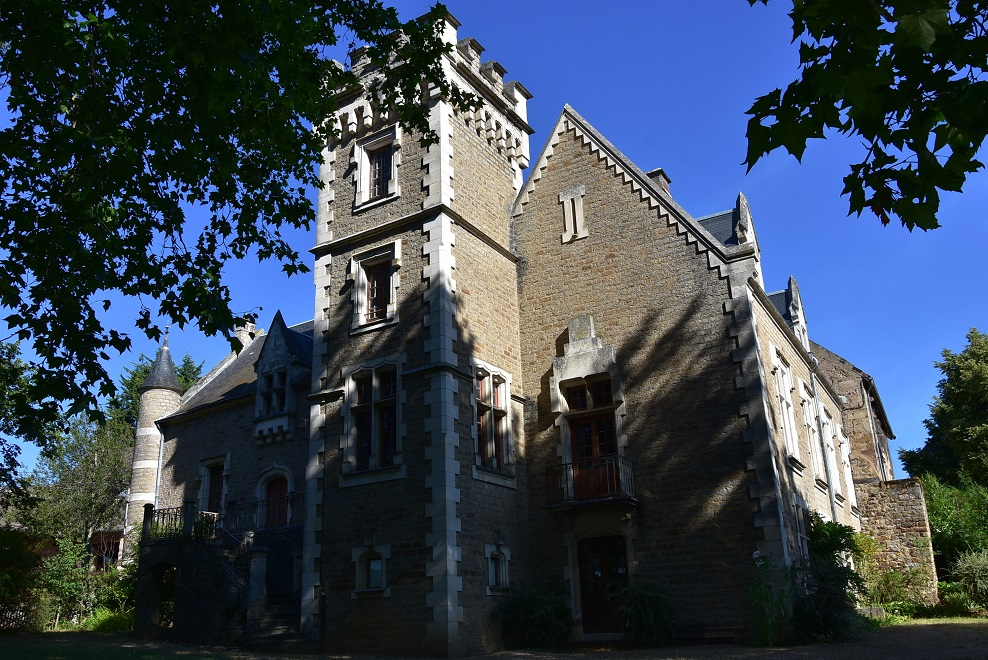
Schloss Besson